# Shuttlebus
Shuttlebus je typ přepravy osob, vytvářející pravidelná spojení s vysokou frekvencí mezi dvěma místy (např. město – letiště). Obvykle jsou rozlišovány podle služeb na Shared (sdílený), Private (soukromý) a VIP.

## Druhy přepravy

### Shared
Sdílená přeprava je založena na snížení přepravní ceny s rostoucím počtem osob. 

### Private
Soukromá přeprava je obvykle dražší, cestující má celý dopravní prostředek pro sebe.

### VIP
VIP přeprava je obvykle obdoba Private s tím rozdílem, že je služba doplněna o nadstandardní služby, jako např. poznávací výlety, průvodce, večeře, zajištění ubytování, apod.

### Ostatní
Mezi ostatní shuttlebus přepravy patří airport shuttle nebo hotel shuttle. Obě služby jsou obvykle založené na službě Shared a jejich cílem je rychlá a jednoduchá přeprava z letiště na hotel a naopak.

## Místa
Největší využití shuttlebus nachází v Evropě a USA. Evropě pak právě díky UNESCO destinacím.